# Provinz Bolívar (Peru)
Die Provinz Bolívar liegt in der Region La Libertad im Nordwesten von Peru. Benannt wurde die Provinz nach Simón Bolívar (1783–1830), einem venezolanischen Unabhängigkeitskämpfer. Die Provinz hat eine Fläche von 1718,86 km². Beim Zensus 2017 lebten 14.457 Menschen in der Provinz. 10 Jahre zuvor lag die Einwohnerzahl bei 16.650. Verwaltungssitz ist die Ortschaft Bolívar.

## Geographische Lage
Die Provinz Bolívar liegt im äußersten Nordosten der Region La Libertad 170 km ostnordöstlich der Großstadt Trujillo in der peruanischen Zentralkordillere. Die Provinz besitzt eine Längsausdehnung in NNW-SSO-Richtung von knapp 90 km. Der Fluss Río Marañón verläuft entlang der westlichen Provinzgrenze.
Die Provinz Bolívar grenzt im Norden an die Region Amazonas, im Osten an die Region San Martín, im Südosten an die Region Huánuco, im Osten an die Region San Martín, im Süden an die Provinz Pataz sowie im Westen an die Provinz Sánchez Carrión und die Region Cajamarca.

## Verwaltungsgliederung
Die Provinz Bolívar gliedert sich in folgende sechs Distrikte. Der Distrikt Bolívar ist Sitz der Provinzverwaltung.
| Distrikt    | Verwaltungssitz   |
| ----------- | ----------------- |
| Bambamarca  | Bambamarca        |
| Bolívar     | Bolívar           |
| Condormarca | Nuevo Condormarca |
| Longotea    | Longotea          |
| Uchumarca   | Uchumarca         |
| Ucuncha     | Ucuncha           |